# Calle 25 de Mayo
La calle 25 de Mayo es una arteria vial que recorre el casco histórico de la ciudad de Buenos Aires, Argentina. Es una de las calles más importantes de la city financiera porteña, y bordea edificios de distintas instituciones.

## Características
Esta calle pasa por uno de los barrios más antiguos de Buenos Aires, el de San Nicolás (antigua parroquia de Catedral al Norte). Se trata de una de las primeras calles de la ciudad, siendo trazada en 1580 por su fundador, el adelantado español don Juan de Garay. En su primera cuadra, del lado oeste, media manzana fue destinada a Garay, y en los siguientes lotes se instalaron los pioneros de Buenos Aires, que se transformaron con el paso de los años en el patriciado porteño. 
La calle corre a pocos metros de una barranca, que marca el descenso de la antigua ribera del Río de la Plata, que hasta el siglo XIX aún llegaba al borde este del centro de Buenos Aires. Se ganaron terrenos mediante relleno con tierra, y se construyó el primer paseo público de la ciudad, el Paseo de la Alameda, luego Paseo de Julio y hoy Avenida Leandro N. Alem. 
Entre 1887 y 1897 se desarrolló la construcción del nuevo Puerto Madero, que definitivamente alejó al Río de la Plata de su antigua costa. Sin embargo, la barranca que delimita su ribera aún existe, y las calles perpendiculares a 25 de Mayo sufren una pendiente de más de 5 metros hasta llegar a la Avenida Alem. Por esto, la zona es conocida como el bajo.
Siendo originalmente la primera calle en dirección norte - sur al borde de la ribera, la distancia que la separa de la Avenida Leandro N. Alem es menor a los 100 metros que caracterizan a las cuadras céntricas del casco histórico porteño. Es por ello que muchos de los terrenos del lado este de la calle 25 de Mayo tienen también salida por la Avenida Alem.
La calle 25 de Mayo parte del extremo nordeste de la Plaza de Mayo y llega hasta la Avenida Córdoba, donde se une con la Avenida Leandro N. Alem. Es virtualmente la prolongación de la calle Balcarce y tiene tránsito vehicular en sentido norte - sur.
En junio de 2012, se divulgó un plan del Gobierno de la Ciudad para transformar en peatonal la totalidad de la calle.

## Recorrido
Desde su extremo en la Plaza de Mayo, los dos primero edificios a ambos lados de la calle 25 de Mayo son ocupados por importantes organismos. De la vereda oeste, en el cruce con la calle Rivadavia, está el monumental edificio del Banco de la Nación Argentina. Proyectado por el arquitecto Alejandro Bustillo en 1937, su primera etapa fue inaugurada en 1944, y se terminó en 1955. Ocupa una manzana entera y es de estilo neoclásico, sentando el aspecto a respetar para distintas sucursales luego instaladas en puntos de la ciudad y en otros lugares de la Argentina. En la esquina opuesta está el Edificio Martínez de Hoz, también obra de Alejandro Bustillo, y hoy ocupado por la Secretaría de Inteligencia (SI). Allí se erigía anteriormente el Hotel Argentino, donde José Hernández escribió el poema épico gauchesco Martín Fierro en 1872.
En la primera cuadra de la calle 25 de Mayo está, en el n.º 33, el edificio de estilo art déco construido para la compañía de seguros London & Lancashire, hoy anexo a la Secretaría de Inteligencia. En el cruce con la calle Bartolomé Mitre hay un par de edificios destacables. El de la esquina sudeste fue proyectado en 1936 por el arquitecto Antonio U. Vilar para el Banco Holandés Unido, de estilo racionalista, y hoy es una sede del Banco Macro. El de la esquina nordeste fue construido para el Ferrocarril Central Argentino, proyectado por los arquitectos Eustace Lauriston Conder y Roger Thomas Conder y terminado en 1901 (como lo reza una inscripción en el pórtico). Hoy es sede del Ministerio del Interior, posee una gran cúpula y un reloj en la ochava.
En la siguiente cuadra hay varios edificios importantes. En el n.º 140 está la sucursal del Banco Santander Río cuyo edificio fue proyectado para el Chase Manhattan Bank en 1983, por los arquitectos Skidmore, Owings & Merrill. En la vereda opuesta, en el n.º 145, el acceso al hall principal del edificio del Banco Germánico de la América del Sud. Fue proyectado por el arquitecto Ernesto Sackmann, se inauguró en 1926 y actualmente aloja dependencias del Ministerio del Interior. En la década de 1970 fue destinado al Banco Nacional de Desarrollo (BANADE), y en 1979 se hizo necesario inaugurar un anexo proyectado por Clorindo Testa, Juan Genoud y Héctor Lacarra, con acceso por el n.º 165 (actual Comisión Nacional de Valores).
En el cruce con la calle Tte. Gral. Juan D. Perón, se enfrentan del lado estos dos edificios construidos para el empresario Nicolás Mihanovich. El primero fue la sede de su Compañía Argentina de Navegación Nicolás Mihanovich Ltda., y se terminó en 1912. Posee una torre-faro en la esquina de la Avenida Alem, y actualmente aloja oficinas del Correo Argentino. El segunda fue el Palace Hotel, proyectado por Carlos Morra a inaugurado en 1905 para alojar visitantes que llegaban a la ciudad en los barcos de Mihanovich. Hoy es sede de dependencias de la Facultad de Filosofía y Letras de la Universidad de Buenos Aires, y está muy deteriorado por la falta de mantenimiento.
En la cuadra del 200 se encuentran dos edificios que alojaron al Banco Hipotecario Nacional antes de que se comenzara en 1942 su monumental edificio frente a la Plaza de Mayo que hoy es sede de la AFIP. El primero fue terminado en 1894, es obra del arquitecto Carlos Altgelt y de estilo neoborbónico. Tiene un gran reloj en la torre de la fachada a la Avenida L.N. Alem. El segundo es el actual edificio del Archivo General de la Nación, fue proyectado por el ingeniero arquitecto Arturo Prins y se construyó entre 1914 y 1920. En el n.º 282 está la Catedral Anglicana de San Juan Bautista, construida en 1831, siendo la primera de esta religión en Sudamérica.
La cuadra del 300 es dominada por los dos edificios de la Bolsa de Comercio de Buenos Aires. en la esquina del cruce con la calle Sarmiento, el antiguo, obra de Alejandro Christophersen terminada en 1916, de estilo academicista francés. A mitad de cuadra, el moderno, proyectado por el Estudio Mario Roberto Álvarez y Asociados en 1972 e inaugurado en 1977.
En el cruce con la Avenida Corrientes hay tres construcciones que se destacan. Una de ellas es el Edificio Lipsia, de oficinas, que ocupa casi toda su cuadra sobre la avenida. En la esquina sudeste, el Jousten Hotel, inaugurado en 1928 y adquirido y restaurado por la cadena NH Hoteles en 2000. En la vereda opuesta de la avenida, el Edificio Dreyfus, construido para dicha empresa cerealera en 1925.
En el cruce con la calle peatonal Lavalle, que posee una escalera para bajar a la Avenida Alem, se enfrentan dos edificios de ornamentación detallista. Del lado sur, el Edificio Houlder, hoy sucursal del Banco Medefin. Del otro, el Edificio Bunge y Born, de estilo neogótico y proyectado por el arquitecto Pablo Naeff en 1923. La esquina noroeste es ocupada por la Torre 25 de Mayo, un edificio de oficinas proyectado por el Estudio Baudizzone-Díaz-Erbin-Lestard-Varas, terminado en 1977.
En la cuadra del 500 está, del lado este, el acceso al Edificio CHACOFI, una torre de oficinas de 113 metros de altura y fachada de vidrios polarizados. En la cuadra del 600 se destaca la Torre CASFPI, hoy sede del Ministerio de Trabajo, obra del estudio Manteola/Sánchez Gómez/Santos/Solsona/Viñoly, terminada en 1981 y llamativa por su fachada metálica. En el cruce con la calle Tucumán hay otra torre de oficinas de Baudizzone, Lestard, Díaz, Erbin y Varas, terminada en 1982.
En la unión de la calle 25 de Mayo con la Avenida Alem, mientras cruza la Avenida Córdoba, la esquina triangular es ocupada por el Edificio Proa (1973/1975), de oficinas, obra del Estudio Eduardo Saiegh y Asociados, cuyas ventanas redondeadas y su remate hacen recordar a un barco. La calle termina entonces, frente al conjunto de torres Catalinas Norte.

## Imágenes

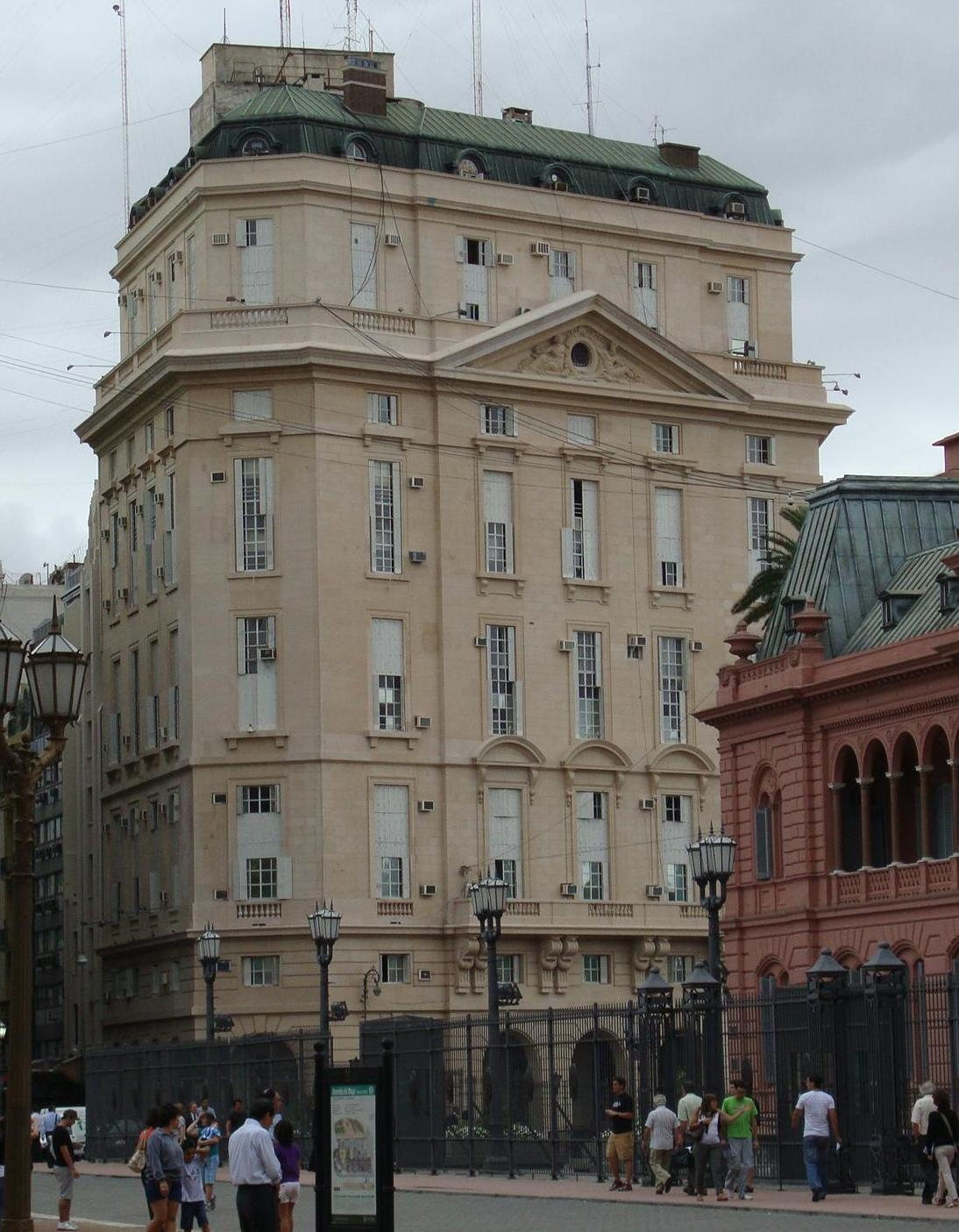
Agencia Federal de Inteligencia
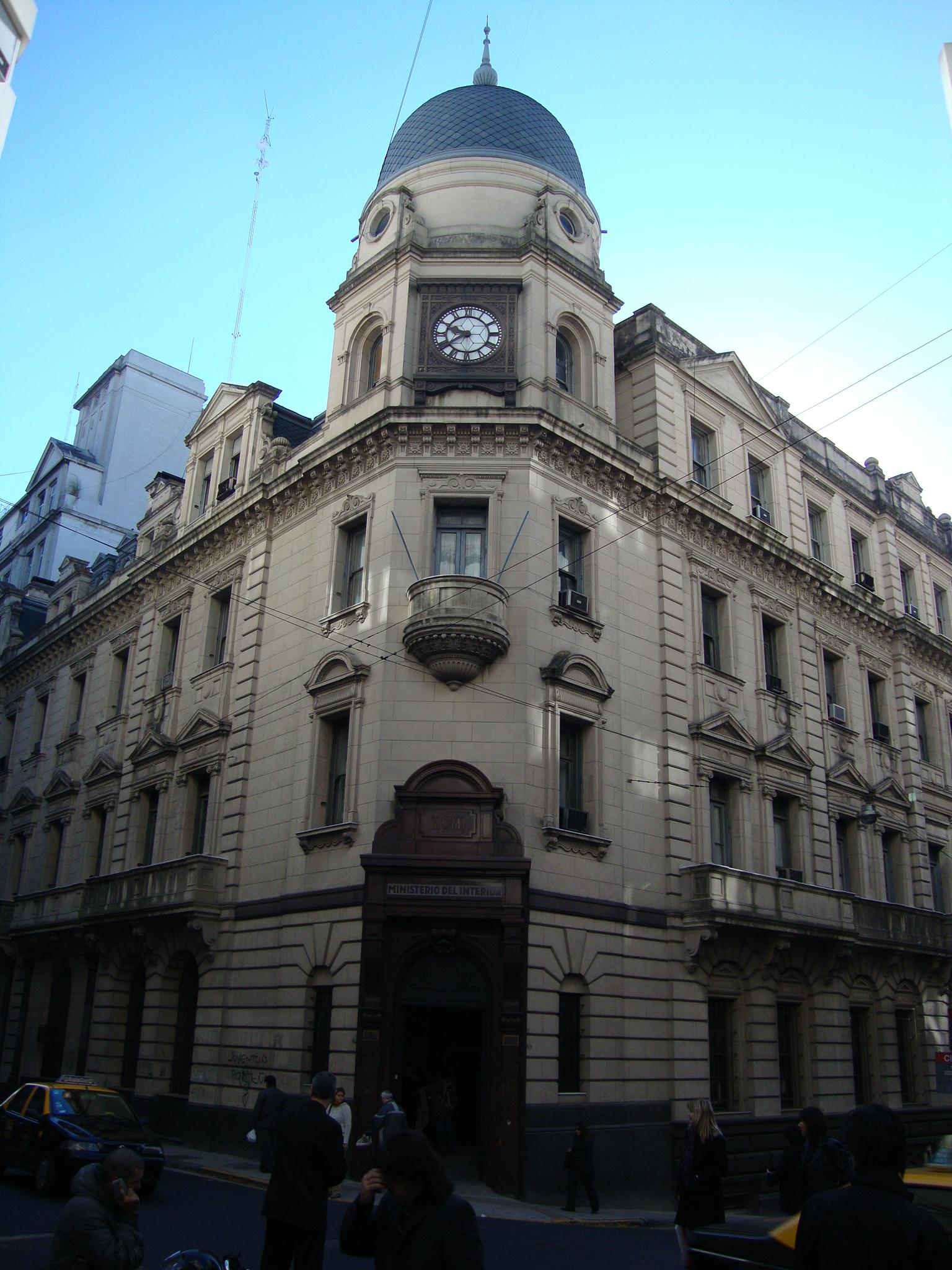
Ministerio del Interior (ex FCCA)
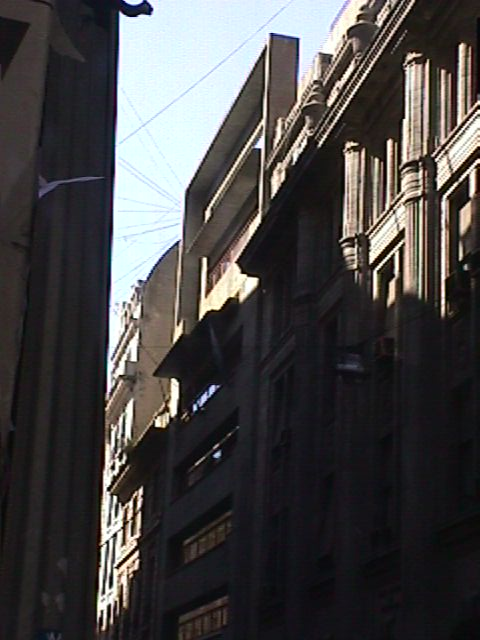
El anexo del BANADE (Banco Nacional del Desarrollo)
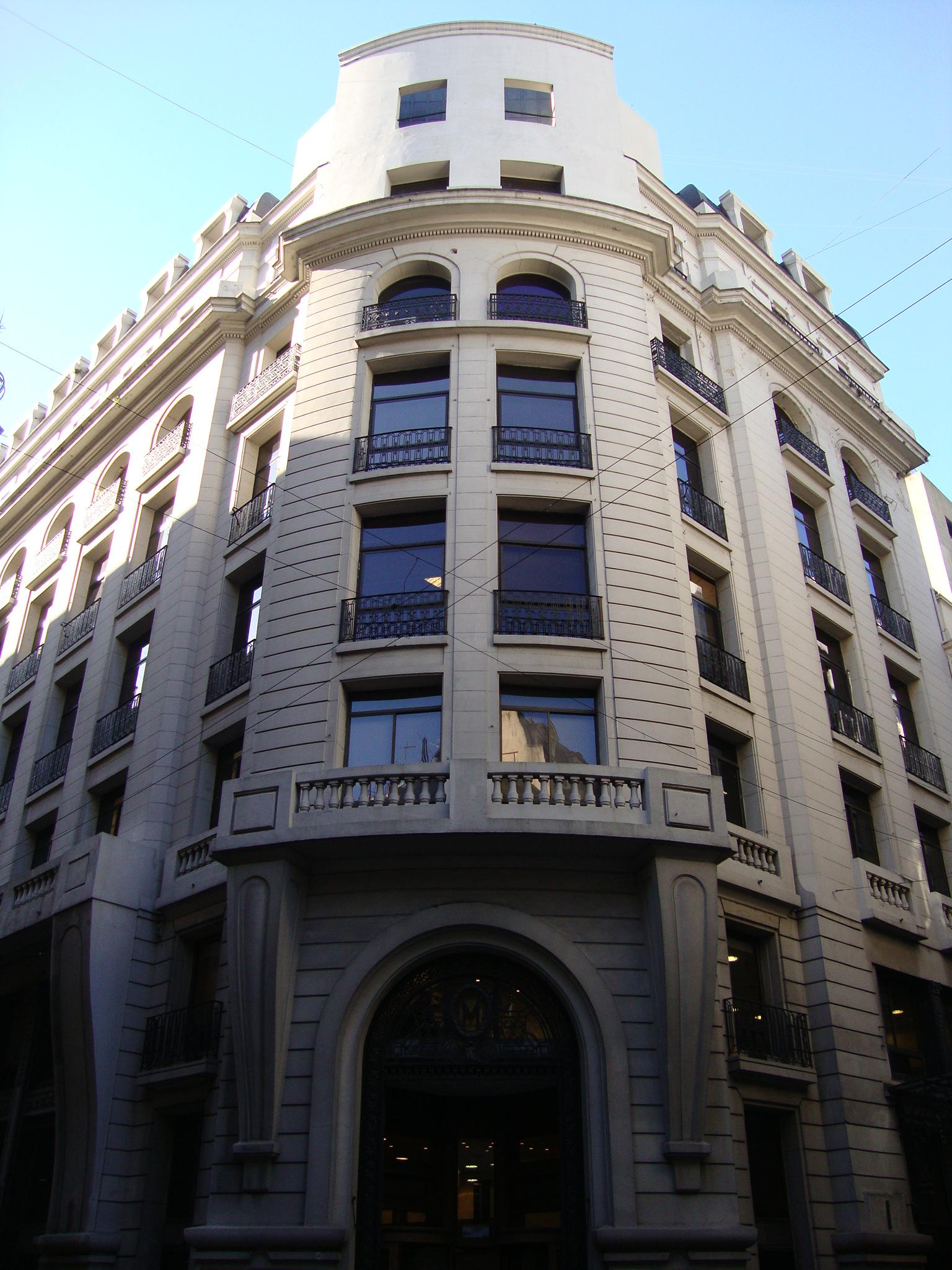
Ex-Edificio de la Compañía Nicolás Mihanovich
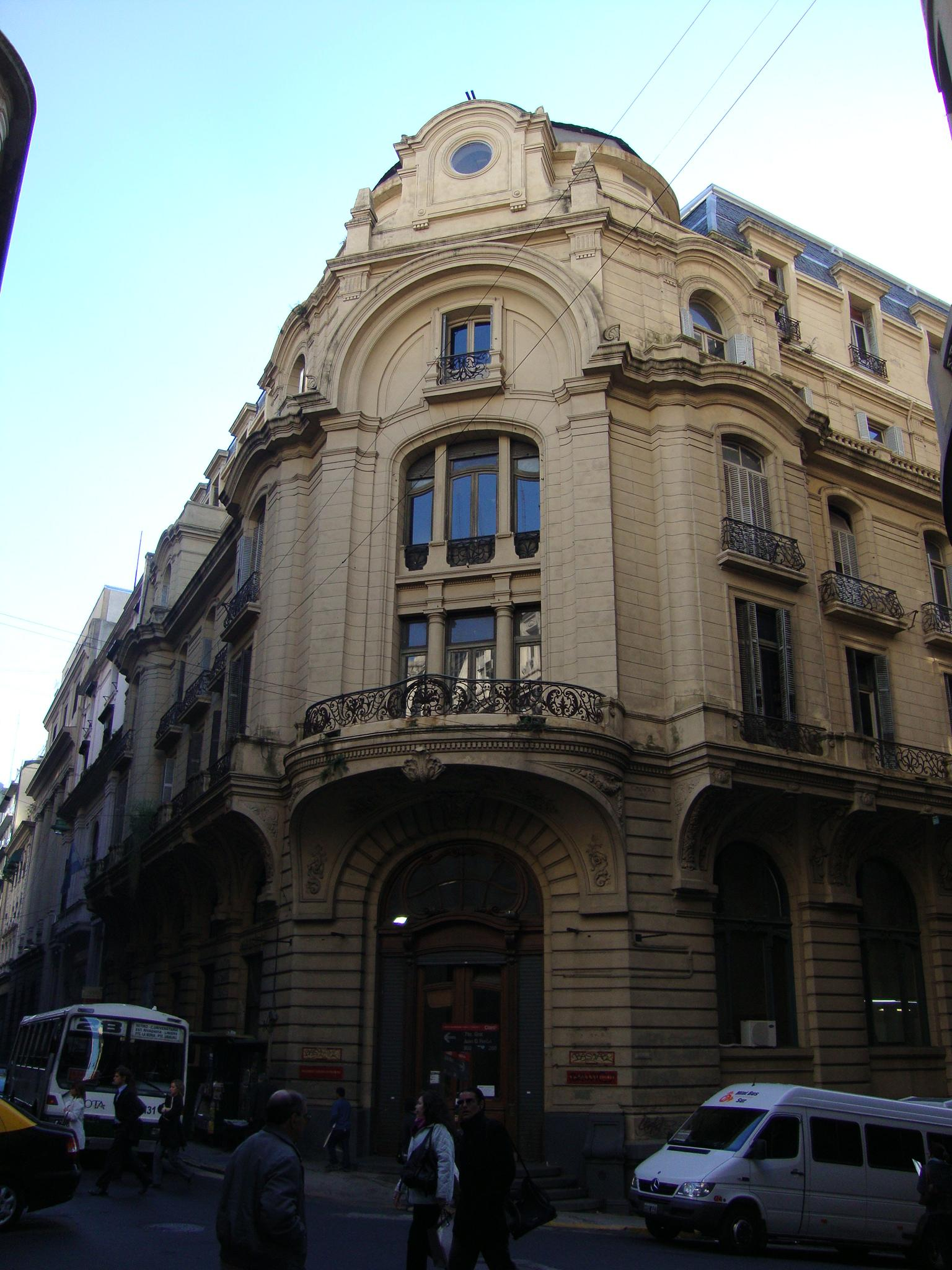
Facultad de Filosofía y Letras (UBA)
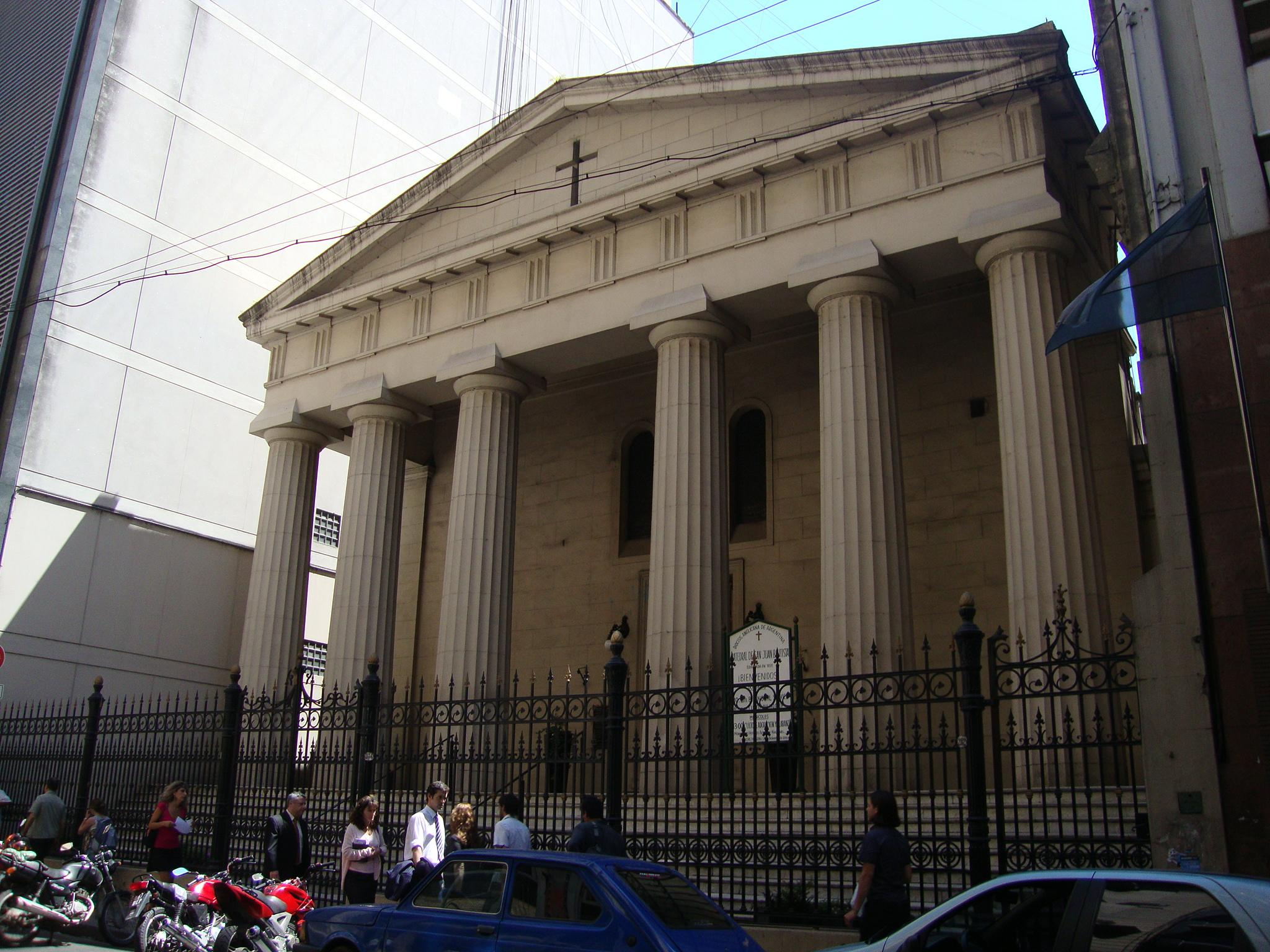
Catedral de San Juan Bautista
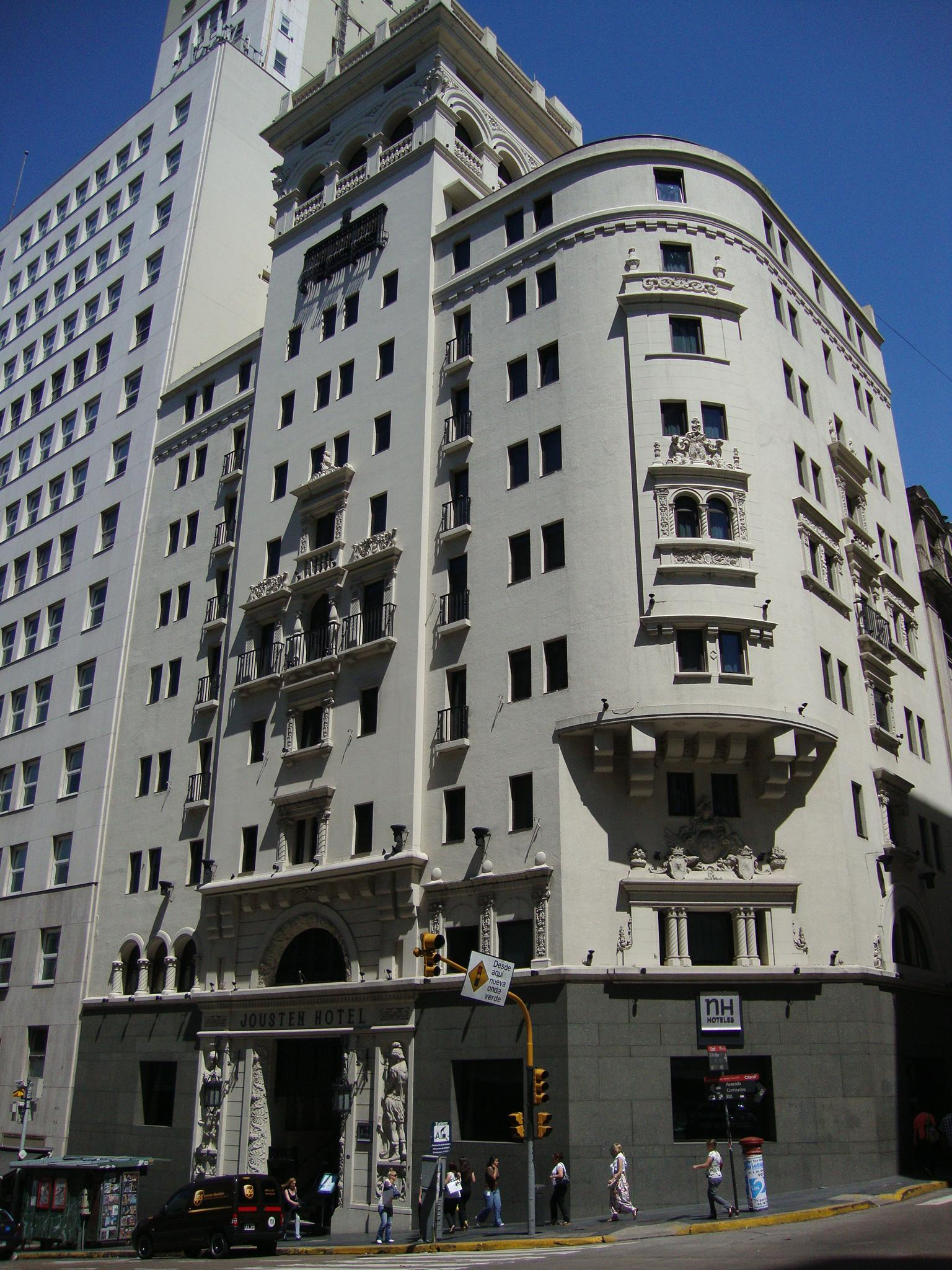
Jousten Hotel